# Lagtingsvalget 1954
Lagtingsvalget på Færøerne 1954 blev afholdt 8. november 1954.
Antallet af repræsentanter ændredes fra 25 til 27.

## Resultater
| Parti                | Tilslutning | Mandater i Lagtinget | Ændring fra 1950 (mandater) | Ændring fra 1950 (%) |
| -------------------- | ----------- | -------------------- | --------------------------- | -------------------- |
| Fólkaflokkurin       | 20,9 %      | 6                    | -2                          | -11,4                |
| Sambandsflokkurin    | 26,0 %      | 7                    | —                           | -1,3                 |
| Javnaðarflokkurin    | 19,8 %      | 5                    | -1                          | -2,6                 |
| Sjálvstýrisflokkurin | 7,1 %       | 2                    | —                           | -1,1                 |
| Tjóðveldisflokkurin  | 23,8 %      | 6                    | +4                          | 14,0                 |
| Løsgængere           | 2,5 %       | 1                    | +1                          | 2,5                  |

## Eksterne Henvisninger
- Hagstova Føroya — Íbúgvaviðurskifti og val (Færøsk statistik)